# マクドナルド選手権
マクドナルド選手権（McDonald's Championship）はかつて存在したバスケットボールの国際クラブ大会。アメリカのNBAとヨーロッパのバスケットボールチームが参加した。前身はインターコンチネンタルカップで、サッカーのクラブ世界選手権に当たっていた。
大会はバスケットボール競技規則に基づきNBAと欧州リーグ（FIBA規則）で行われていた。

## 歴代優勝チーム
- 1987年：ミルウォーキー・バックス
- 1988年：ボストン・セルティックス
- 1989年：デンバー・ナゲッツ
- 1990年：ニューヨーク・ニックス
- 1991年：ロサンゼルス・レイカーズ
- 1993年：フェニックス・サンズ
- 1995年：ヒューストン・ロケッツ
- 1997年：シカゴ・ブルズ
- 1999年：サンアントニオ・スパーズ

## 最優秀選手
| Year   | 選手                   | チーム                   |
| ------ | ---------------------- | ------------------------ |
| 1987年 | テリー・カミングス     | ミルウォーキー・バックス |
| 1988年 | ラリー・バード         | ボストン・セルティックス |
| 1989年 | ウォルター・デイビス   | デンバー・ナゲッツ       |
| 1990年 | パトリック・ユーイング | ニューヨーク・ニックス   |
| 1991年 | マジック・ジョンソン   | ロサンゼルス・レイカーズ |
| 1993年 | チャールズ・バークレー | フェニックス・サンズ     |
| 1995年 | クライド・ドレクスラー | ヒューストン・ロケッツ   |
| 1997年 | マイケル・ジョーダン   | シカゴ・ブルズ           |
| 1999年 | ティム・ダンカン       | サンアントニオ・スパーズ |